# يوم الخوع
يوم الخوع أحد أيام العرب في الجاهلية، بين بني عدي من الرباب من تميم وبني قيس بن ثعلبة من بكر بن وائل في الخوع، والخوع جبل أو موضع قرب خيبر معروف. وقال أبو أحمد: «يوم الخوع، الخاء معجمة والواو ساكنة والعين غير معجمة، وفي هذا اليوم أسر شيبان ابن شهاب».

## المعركة
أغار شيبان بن شهاب بن قلع بن عمرو بن عبّاد بن جحدر ببني قيس بن ثعلبة وهو سيدهم، على بني عدي في بطن الخوع، فأسروه على فرسه مودون أسره ربعيّ بن ثعلبة، وانهزمت بكر.

وسمّى ذو الرّمّة شيبان شيخ وائل وافتخر به فقال:
وقال أيضاً: